# 肥厚性幽門狭窄症
肥厚性幽門狭窄症（hypertrophic pyloric stenosis）は、胃から十二指腸への出口（幽門）の筋層が厚くなり、胃の出口が狭くなる疾患である。哺乳後の非胆汁性嘔吐として、ときに噴水様嘔吐と呼ばれる激しい嘔吐をきたす。出生後2週以降で発症することが多い。
早産児では出生日からの日齢としては成熟児よりもやや遅めに発症するが、分娩予定日からの修正日齢で考えると成熟児よりもやや早めに発症するという報告がある。
繰り返す嘔吐により胃液を喪失し、脱水や低Cl性代謝性アルカローシスに至る。
輸液などの全身管理も必要となる。
硫酸アトロピンによる薬物療法が試みられる場合もあるが、効果不十分であれば粘膜外幽門筋切開術（ラムステッド法）による手術加療が行われる。

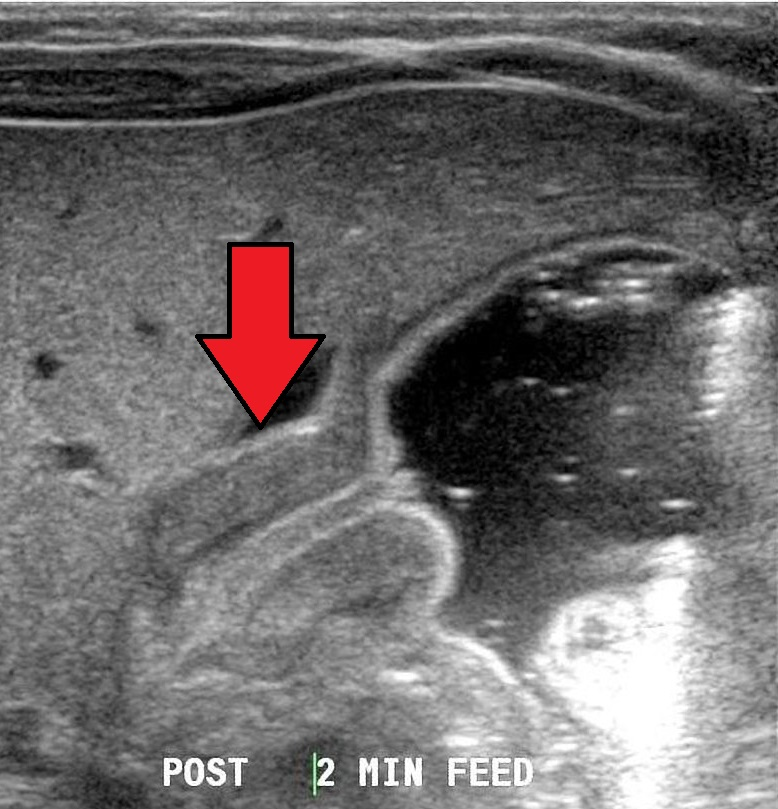
6週齢の超音波で見られる幽門狭窄症

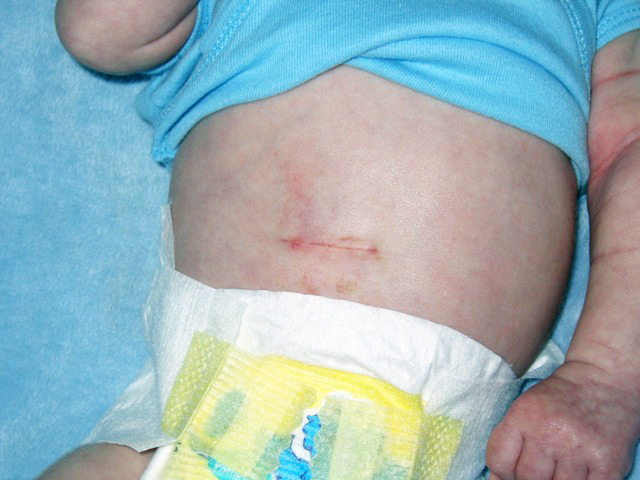
生後1か月の赤ちゃんの術後10日目の水平幽門筋瘢痕

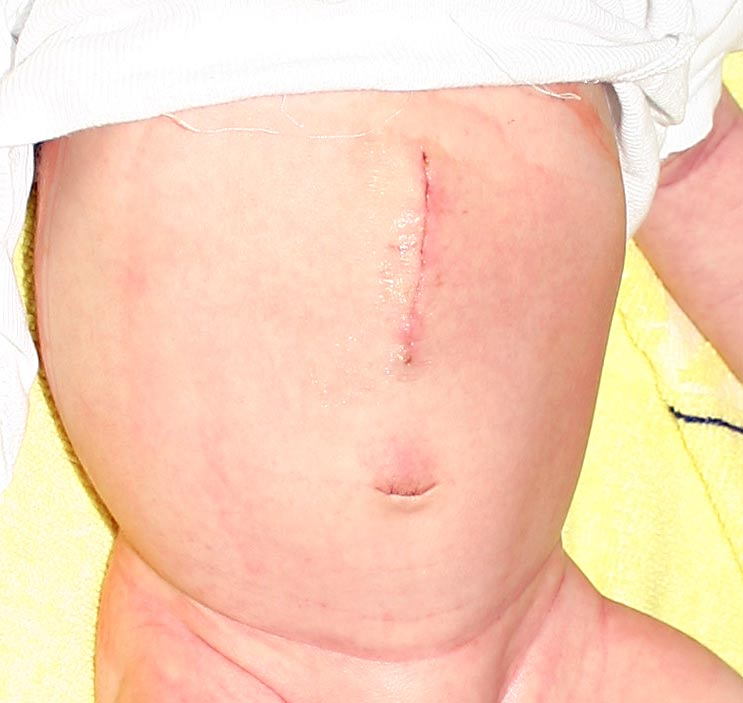
生後1か月の赤ちゃんの術後幽門筋切開瘢痕（大）30時間